# علاج ضوئي ديناميكي
العلاج الضوئي الديناميكي هو نوع من العلاج بالضوء يتضمن الضوء ومادة كيميائية محسسة للضوء، يُستعمل بالمشاركة مع الأكسجين الجزيئي لانتزاع الموت الخلوي (السمية الضوئية). أثبت العلاج الضوئي الديناميكي قدرته على قتل الخلايا الميكروبية، بما فيها البكتيريا والفطور والفيروسات. يستخدم العلاج الضوئي الديناميكي بشكل شائع في معالجة حب الشباب. ويستعمل سريريًا لمعالجة مدى واسع من الحالات الطبية، من ضمنها التنكس البقعي المرتبط بالعمر، والصدفية، والتصلب العصيدي، وقد أظهر كفاءة في العلاجات المضادة للفيروسات، من ضمنها الهربس (الحلأ). ويعالج أيضًا السرطانات الخبيثة بما فيها الرأس والعنق والرئة والمثانة وخاصة البشرة. وقد جرى اختبار التقنية هذه لمعالجة سرطان البروستات، في كل من نموذج الكلاب ومرضى سرطان البروستات من البشر.
تُعرف بأنها إستراتيجية علاج طفيفة التوغل وطفيفة السمية. ولا تتطلب علاجات الليزر والضوء الأخرى مثل التئام الجروح بالليزر وتجديدها، أو إزالة الشعر بواسطة الضوء النابض الشديد محسسًا للضوء. استُعمال المحسس الضوئي لتعقيم بلازما الدم والماء لإزالة الفيروسات والميكروبات المحمولة بالدم، وأُخذ بعين الاعتبار لاستعمالات زراعية تتضمن مبيدات الأعشاب والمبيدات الحشرية.
تقلل مزايا العلاج الضوئي الديناميكي من الحاجة لجراحة دقيقة وشفاء طويل وتسبب تشكل أدنى حد ممكن من النسيج الندبي والتشوه. يتعلق التأثير الجانبي بالتحسس الضوئي لنسيج البشرة.

## أساسيات
تتضمن تطبيقات العلاج الضوئي الديناميكي ثلاثة مكونات: محسس ضوئي ومصدر ضوء وأكسجين الأنسجة. يجب أن يكون الطول الموجي لمصدر الضوء مناسبًا لتحفيز المحسس الضوئي لإنتاج الجذور و/أو أنواع الأكسجين التفاعلية. هذه جذور حرة (النمط 1) تتولد من خلال امتصاص الإلكترون أو التحول من جزيء الركيزة والحالة التفاعلية العالية للأكسجين المعروفة بالأكسجين الأحادي (النمط 2).
العلاج الضوئي الديناميكي هو عملية متعددة المراحل؛ أولًا، يُوضع محسس ضوئي مع سمية قاتمة شبه معدومة، إما موضعيًا أو جهازيًا، في غياب الضوء. تؤمّن الجرعة الضوئية طاقة كافية لتحريض المحسس الضوئي، ولكنها لا تكفي للتسبب بالضرر للنسيج الصحي المجاور. يقتل الأكسجين التفاعلي خلايا الهدف.

### أنواع الأكسجين التفاعلية
في الهواء والنسيج، يظهر الأكسجين الجزيئي (O2) في الحالة الثلاثية، إذ أن كل الجزيئات الأخرى تقريبًا في حالة أحادية. والتفاعلات بين الجزيئات الثلاثية والأحادية محظورة في ميكانيك الكم، جاعلةً الأكسجين غير متفاعل نسبيًا في الحالات الفيزيولوجية. المحسس الضوئي هو مركب كيميائي يمكن رفعه إلى حالة مثارة عند امتصاص الضوء ويخضع لعبور بين الأنظمة مع الأكسجين لإنتاج الأكسجين الأحادي. هذه الأنواع فيها سمية خلايا عالية، تهاجم بسرعة أي مكونات عضوية تقابلها. ويُقضى عليها بسرعة من الخلايا خلال 3 ميكروثانية.

### العمليات الكيميائية الضوئية
عندما يكون المحسس الضوئي في حالة مثارة (3Psen*) يمكنه أن يتفاعل مع الأكسجين الجزيئي الثلاثي (3O2) وينتج جذورًا وأنواع أكسجين تفاعلي، وهو أمر بالغ الأهمية بالنسبة لآلية النمط 2. تتضمن هذه الأنواع الأكسجين الأحادي (1O2)، جذور هيدروكسيل (•OH) وأيونات الأكسيد الفائق (O2−). ويمكنها التفاعل مع مكونات الخلية كالدهون غير المشبعة وبقايا الأحماض الأمينية والأحماض النووية. إذا أعقبه ضرر مؤكسد كافٍ، سوف يتسبب هذا بموت الخلية الهدف (فقط ضمن المنطقة المضاءة).

### الآليات الكيميائية الضوئية
عندما يمتص جزيء حامل اللون الفوتون، مثل جزيء رباعي البيرول الدوري، يُرفع أحد إلكتروناته إلى مدار طاقة جزئي، رافعًا حامل اللون من الحالة الأساسية (S0) إلى حالة قصيرة العمر، مثارة إلكترونيًا (Sn) ومتألفة من مستويات فرعية اهتزازية (Sn′). بإمكان حامل اللون المُثار أن يفقد الطاقة بواسطة التحلل السريع من خلال هذه المستويات الفرعية بواسطة انقلاب داخلي لملء الحالة الأحادية المُثارة الأولى (S1)، قبل الاسترخاء للحالة الأساسية مجددًا.
يجري الانحلال من الحالة الأحادية المثارة (S1)  إلى الحالة الأساسية (S0) بواسطة الفلورة (S1 → S0). أعمار الحالة الأحادية للملون التلقائي المثار قصيرة جدًا (τfl. = 10−9–10−6) ثانية بسبب أن التنقلات بين حالات نفس الدورة (S → S أو T → T) يحفظ تعددية دورة الإلكترون، وبحسب قواعد اختيار الدورة، وتعتبر لذلك تنقلات «مسموحة». بدلًا من ذلك، يمكن لإلكترون مثار أحادي الحالة (S1) أن يخضع لعكس الدوران ويملأ الحالة الثلاثية المثارة أولًا المنخفضة الطاقة (T1) بواسطة العبور بين الأنظمة؛ عملية محظورة الدوران، بسبب أن دورة الإلكترون ليست محفوظة بعد الآن. ويمكن للإلكترون المثار بعد ذلك أن يخضع لعكس محظور الدوران ثانٍ وإخلاء الحالة الثلاثية المثارة (T1) عن طريق الانحلال إلى الحالة الأساسية (S0) بواسطة الفسفرة (T1→ S0). بسبب الثلاثية محظورة الدوران إلى انتقال أحادي، فإن عمر التفسفر (τP = 10−3 – 1) ثانية أطول بكثير من ذلك الذي في التفلور.

### المحسسات الضوئية والكيمياء الضوئية
المحسسات الضوئية رباعية البيرول في الحالة المثارة الأحادية (1Psen*, S>0) فعالة نسبيًا في العبور بين الأنظمة ويمكن يكون لها مردود كمومي بحالة ثلاثية عالية. يكفي العمر الأطول لهذا النوع للسماح للمحسس الضوئي المثار ثلاثي الحالة بالتفاعل مع الجزيئات الحيوية المحيطة، بما في ذلك مكونات غشاء الخلية.

### التفاعلات الكيميائية الضوئية
يمكن للمحسسات الضوئية المثارة ثلاثية الحالة أن تتفاعل بواسطة عمليات النمط 1 والنمط 2. يمكن لعملية النمط 1 أن تحتوي على المحسس الضوئي الأحادي أو الثلاثي (Psen*, S1; 3Psen*, T1)، ومع ذلك بسبب العمر القصير للحالة الأحادية المثارة، يمكن للمحسس الضوئي أن يتفاعل فقط إذا كان مرتبطًا ارتباطًا وثيقًا مع الركيزة. وفي كلتا الحالتين، يكون التفاعل مع ركائز قابلة للأكسدة أو الإرجاع (الاختزال) بسهولة. وتتضمن عمليات النمط 2 التفاعل المباشر للمحسس الضوئي المثار الثلاثي (3Psen*, T1) مع الأكسجين الجزيئي (3O2, 3Σg).

#### عمليات النمط 1
يمكن تقسيم عمليات النمط 1 إلى النمط 1(i) والنمط 1(ii). يتضمن النمط 1(i) تحول الإلكترون (الأكسدة) من جزيء الركيزة للمحسس الضوئي في الحالة المثارة (Psen*)، مولدًا أنيونًا جذريًا للمحسس الضوئي (Psen•−)  وكاتيونًا جذريًا ركيزيًا (Subs•+). تنتج أغلب الجذور من تفاعلات النمط 1(i) المتفاعلة بشكل آني مع الأكسجين الجزيئي (O2)، مولدةً مزيجًا من متوسطات الأكسجين. على سبيل المثال، يمكن للأنيون الجذري للمحسس الضوئي أن يتفاعل بشكل آني مع الأكسجين الجزيئي (3O2) لتوليد الأنيون الجذري للأكسيد الفائق (O2•−)، والذي يمكنه الاستمرار لإنتاج جذر الهيدروكسيل (OH•)، معدةً سلسلة من الجذور الحرة السامة للخلايا؛ هذه العملية شائعة في الضرر المؤكسد للأحماض الدهنية والدهون الأخرى.
تتضمن العملية من النمط 1(ii) نقل ذرة الهيدروجين (الإرجاع) إلى المحسس الضوئي في الحالة المثارة (Psen*). وهذا يولد الجذور الحرة القادرة على التفاعل بشكل سريع مع الأكسجين الجزيئي مؤلفة مزيجًا معقدًا من متوسطات الأكسجين التفاعلي، بما فيها البيروكسيد التفاعلي.

#### عمليات النمط 2
تتضمن عمليات النمط 2 التفاعل المباشر للمحسس الضوئي في الحالة الثلاثية المثارة (3Psen*) مع الأكسجين الجزيئي في الحالة الأساسية (3O2, 3Σg)؛ انتقال مسموح فيه بالدوران – المحسس الضوئي في الحالة المثارة والأكسجين الجزيئي في الحالة الأساسية هما في نفس حالة الدوران (T).
عندما يصطدم المحسس الضوئي المثار مع الأكسجين الجزيئي، تحدث عملية الفناء الثلاثي-الثلاثي (3Psen* →1Psen & 3O2 →1O2). هذا يعكس دورة جزيء أكسجين واحد (3O2) خارج الإلكترونات ذات المدار الجزيئي المضاد للترابط، مولدًا شكلين من الأكسجين الأحادي (1Δg & 1Σg)، بينما يخلي في الوقت ذاته الحالة الثلاثية المثارة للمحسس الضوئي (T1 → S0). حالة الأكسجين الأحادي ذات الطاقة الأعلى (1Σg, 157kJ mol−1 > 3Σg) عمرها قصير جدًا (1Σg ≤ 0.33 مللي ثانية (ميثانول)، غير قابل للكشف في H2O/D2O) ويسترخي بسرعة للحالة المثارة ذات الطاقة الأدنى (1Δg, 94kJ mol−1 > 3Σg). لذلك، تشكل هذه الطاقة الأدنى أكسجين أحادي (1Δg) الذي يدخل في تلف الخلايا والموت الخلوي.